# Mittbanan
Mittbanan är järnvägen mellan Sundsvall vid Sveriges ostkust och Storlien vid gränsen till Norge och utgör den svenska delen av mellanriksbanan som fortsätter till Trondheim. Den högsta punkten på Sveriges järnvägar (600,77 meter över havet) befinner sig en kilometer öster om Storlien. Banan är enkelspårig förutom den 30 kilometer långa sträckan mellan Ånge och Bräcke där banan delar sträckning med Norra stambanan i dubbelspår. Tre kilometer väster om Storlien, vid riksgränsen, övergår banan i norska Meråkerbanan som ansluter till Norges övriga järnvägar i Trondheim. Banan är elektrifierad, men Meråkerbanan mellan norska gränsen och Trondheim återstår att elektrifieras. Mellan Brunflo och Östersund Västra delar Mittbanan sträckning med Inlandsbanan.

## Stationer med persontrafik
- Sundsvalls centralstation
- Sundsvalls västra station
- Stöde
- Torpshammar
- Fränsta
- Ljungaverk
- Erikslund
- Ånge
- Bräcke station
- Stavre
- Gällö
- Pilgrimstad
- Brunflo
- Östersunds centralstation
- Östersund Västra
- Krokom
- Nälden
- Mörsil
- Järpen
- Undersåker
- Åre
- Duved
- Ånn
- Enafors
- Storlien

## Persontrafik
Mittlinjen kallades mellan 1992 och 2007 den persontrafik på Mittbanan som bedrevs i samarbete mellan länstrafikbolagen i Jämtlands län och Västernorrlands län och som gick mellan  Östersund och Sundsvall. Trafiken bedrevs av SJ och på senare år av Tågkompaniet och hade cirka 300 000 passagerare per år. 17 juni 2007 tog Veolia Transport över trafiken på sträckan. Linjen slogs samtidigt ihop med Nabotåget och bildade Mittnabotåget. Den regionala trafiken på sträckan Sundsvall–Storlien bedrivs med Alstom X62-tåg som körs av Vy Tåg på uppdrag av Norrtåg. Fjärrtågen körs av SJ och utgörs dels av SJ 3000- och Intercity-tåg Stockholm–Östersund, dels av nattåg till Duved med vagnar från Stockholm och Göteborg. SJ-tågen går huvudsakligen från Ånge via Norra stambanan till Stockholm. Vintern 2007 startade dåvarande Veolia Transport, numera Transdev med varumärket Snälltåget, konkurrerande trafik med nattåg Göteborg-Stockholm-Storlien (då kallat Utmanartåget).
Sträckan Brunflo–Östersund trafikeras även av Inlandsbanans tåg från Mora, dock endast under delar av året.
Sedan 2012 är det Norrtåg som ansvarar för trafiken inom Sverige. Innan dess tillhörde denna trafik konceptet Mittnabotåget. Under vintersäsongen körs även en del special- och chartertåg med skidturister till främst Åre med till exempel Åretåget. Det är inte ovanligt att företag chartrar ett helt tåg för personalaktiviteter i Åre.
Sträckan Storlien–Trondheim trafikeras av SJ Norge på uppdrag av Jernbanedirektoratet med norska motorvagnståg, typ 76.

## Godstrafik
Godstrafiken på flera delsträckor är betydande, särskilt avsnittet mellan Ånge och Bräcke som förbinder stambanorna Gävle–Ånge och Bräcke-Boden.

## Historik
Den första delen av banan var Sundsvall–Torpshammars Järnväg, en c:a 60 km lång smalspårig enskild järnvägslinje som invigdes 1878. Samtidigt byggdes statsbanan "Norrländska tvärbanan" Torpshammar–Östersund, som invigdes 1879. Först 1881 anslöts banan till Norra stambanan i Ånge, den då enda tågförbindelsen till södra Sverige. Samtidigt byggde dessutom den norska staten järnväg från Trondheim österut (svenska staten byggde järnvägarna mellan Sverige och Norge medan norska staten byggde järnvägarna inom Norge). Sträckan Trondheim–Östersund invigdes 1882. Sundsvall–Torpshammars Järnväg köptes av staten 1885, och byggdes om till normalspår 1886. Namnet "Norrländska tvärbanan" kom då att avse sträckan Sundsvall-Storlien. Efterhand byggdes åtskilliga väst-östliga banor ("på tvären") i Norrland. År 1990 gjorde Banverket en reform av banornas namn, och denna bana bytte namn från Norrländska tvärbanan till Mittbanan.

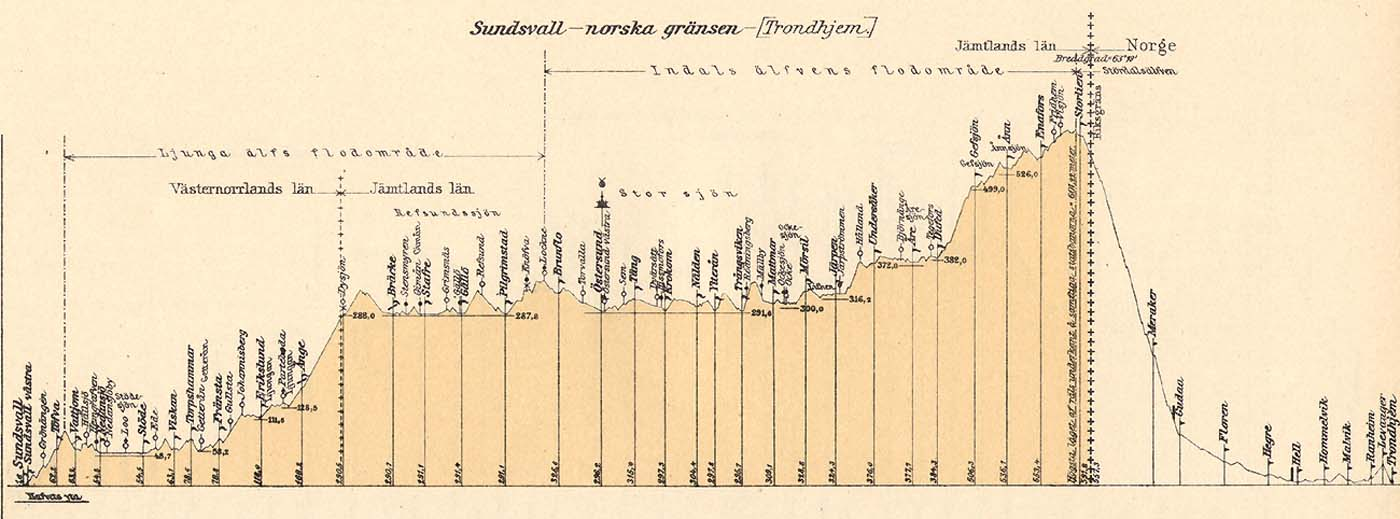
Banprofil från 1906 över mittbanan. Strax till vänster om Storliens järnvägsstation syns svenska järnvägsnätets högsta punkt.

November 2013 fick järnvägen akut stängas vid Stora Helvetet, då stor rasrisk upptäckts vid en järnvägsbank i en brant sluttning alldeles vid norska gränsen. 100 miljoner kronor anslogs till ombyggnaden, och sträckan öppnades igen 15 januari 2015. Platsens namn, Stora Helvetet, kommer från det ursprungliga byggets svårigheter med platsen.
Hösten 2016 påbörjades bygget av en ny järnvägsbro för Mittbanan över Stora Helvetet. Alternativet med bro istället för att bygga om och förstärka banken valdes bland annat för att minska tiden med avstängning under byggtiden. Den nya bron öppnades för trafik den 19 oktober 2018.

## Bilder

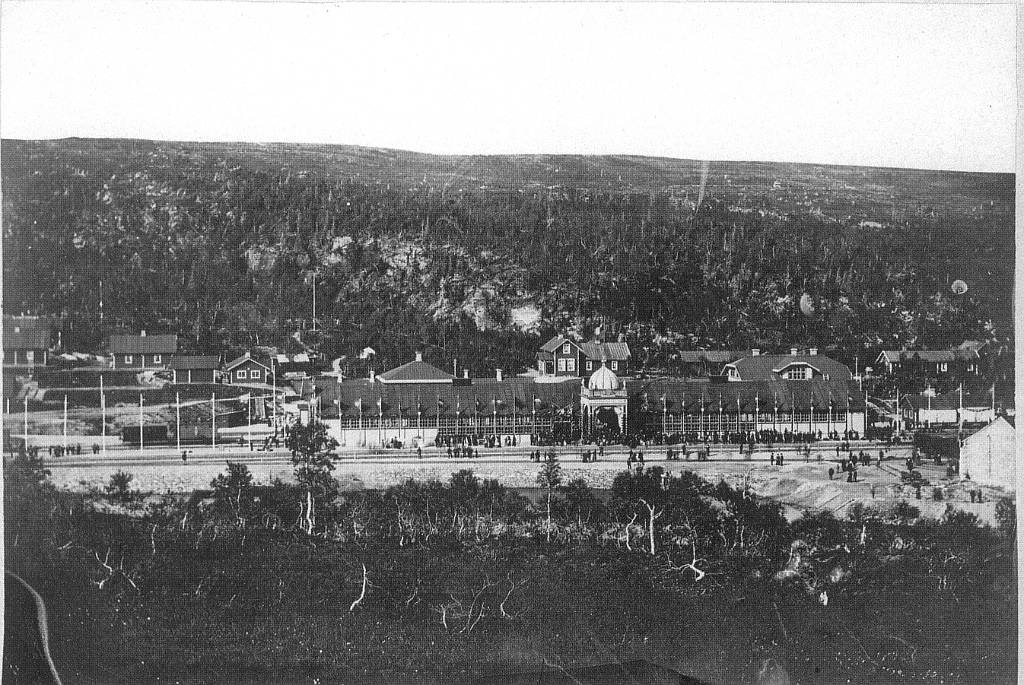
Storlien 1882
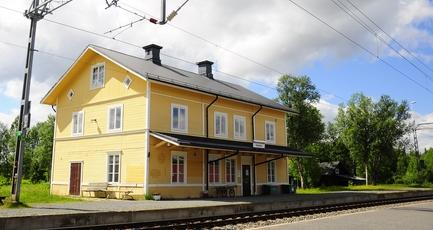
Enafors station
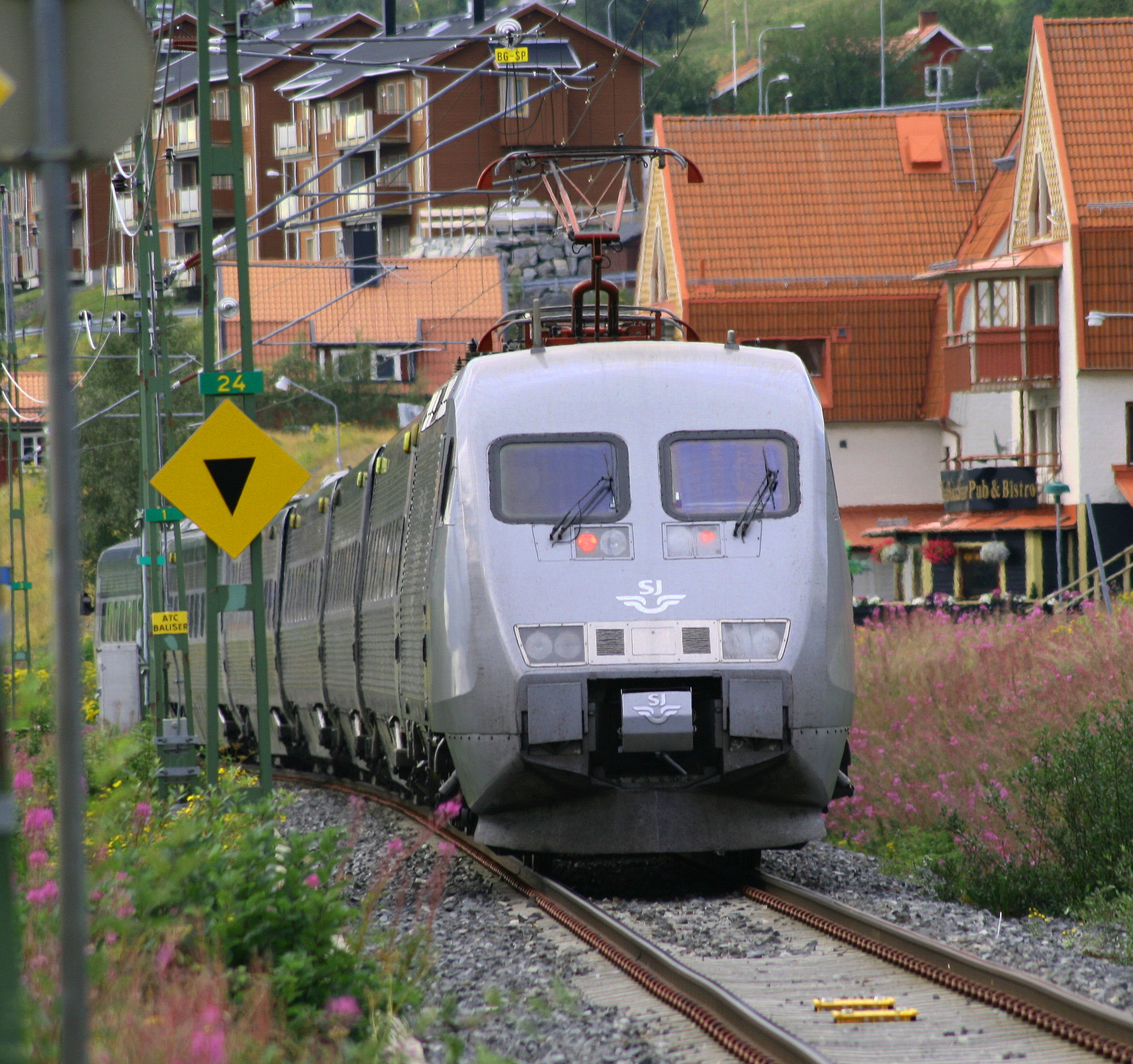
Ett X 2000-tåg mellan Åre och Duved
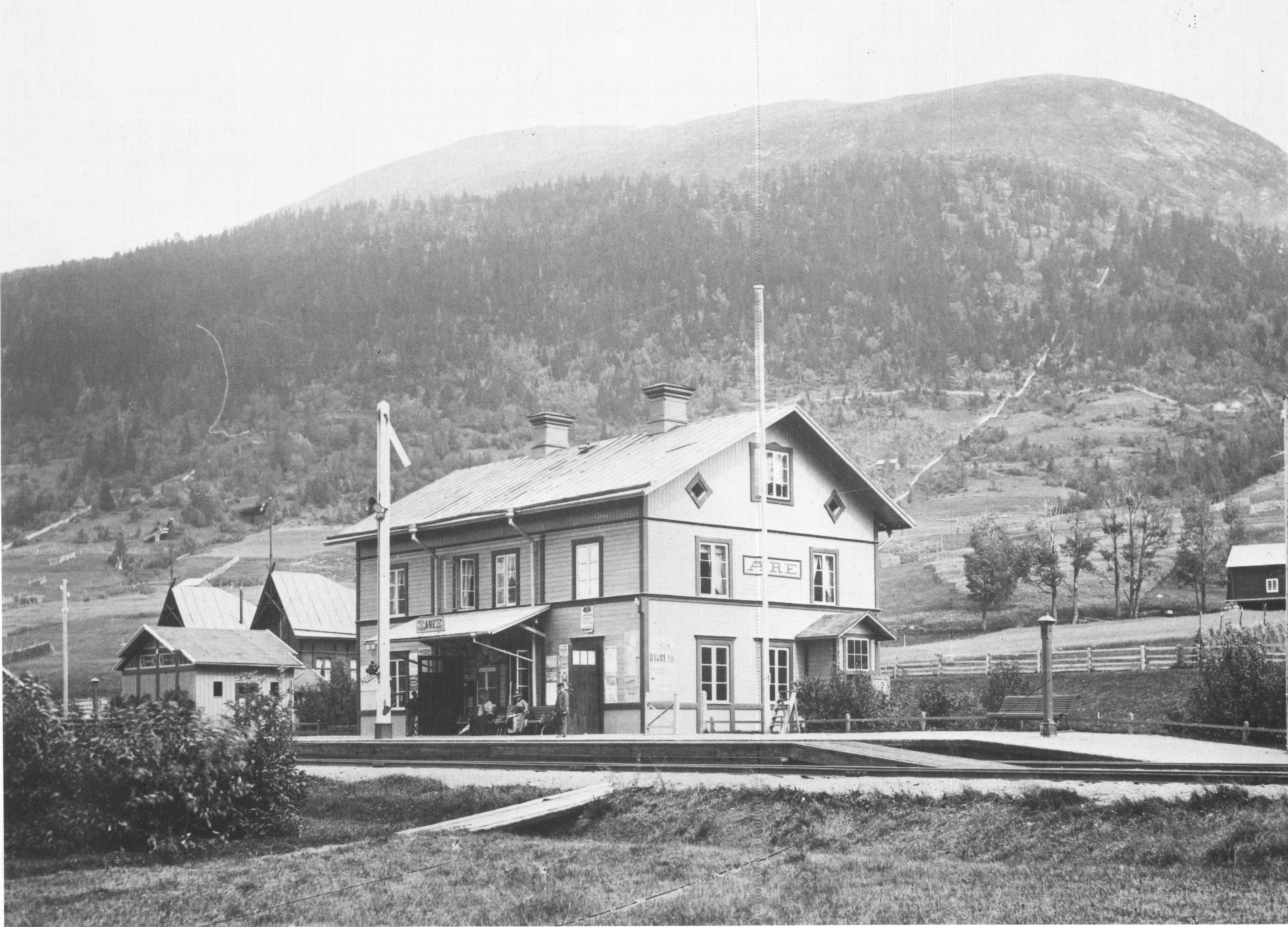
Åre 1890
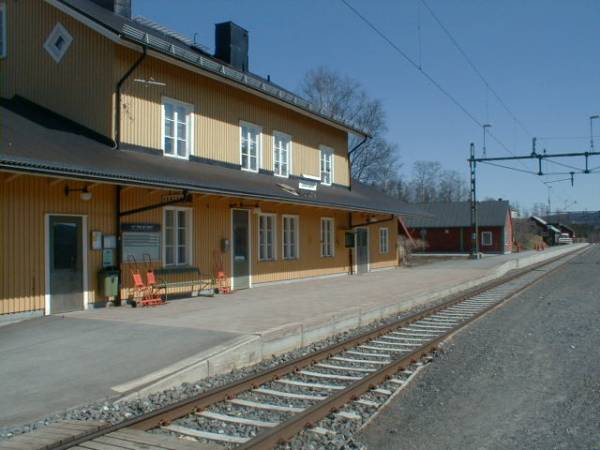
Undersåker
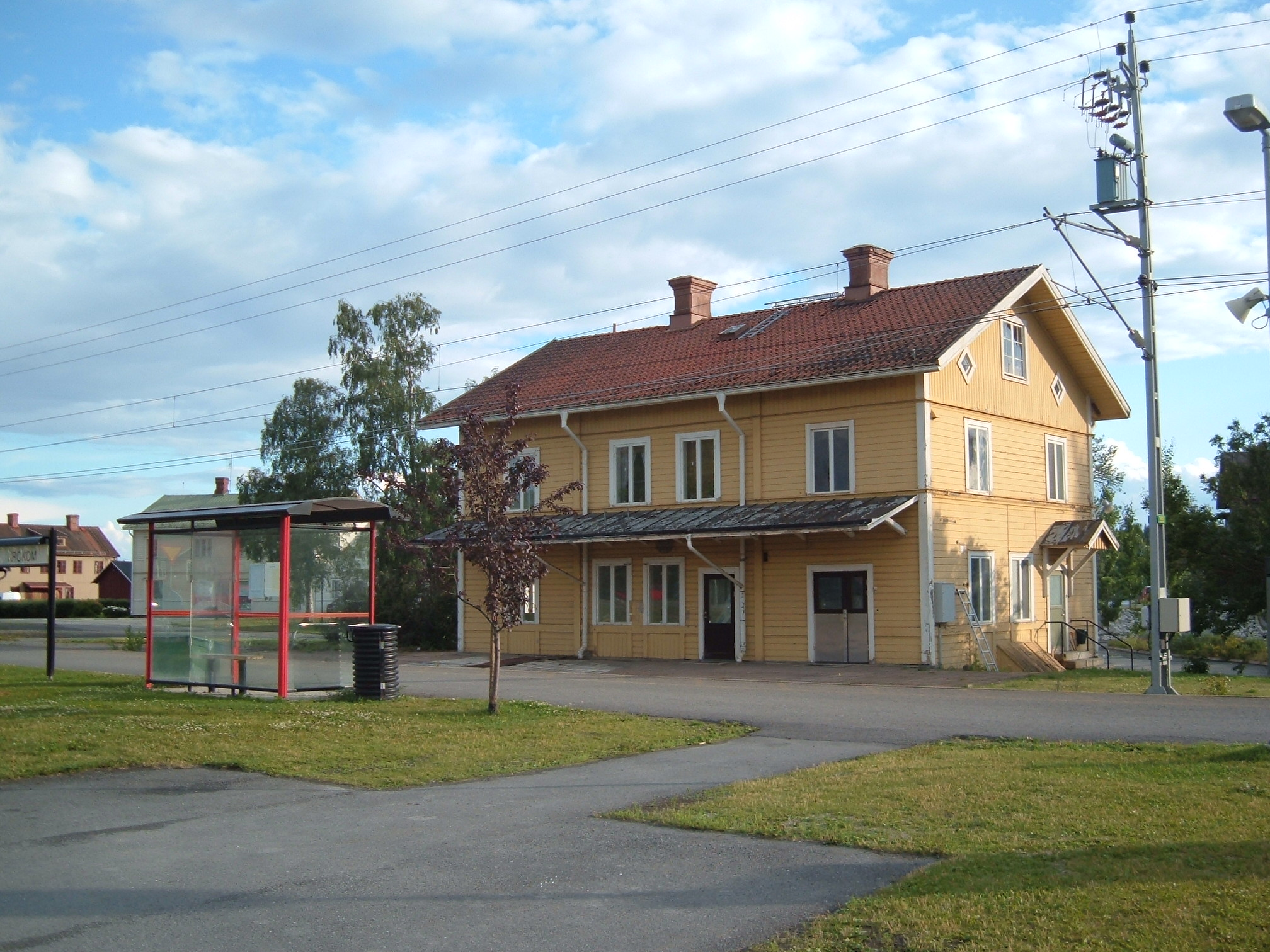
Krokom
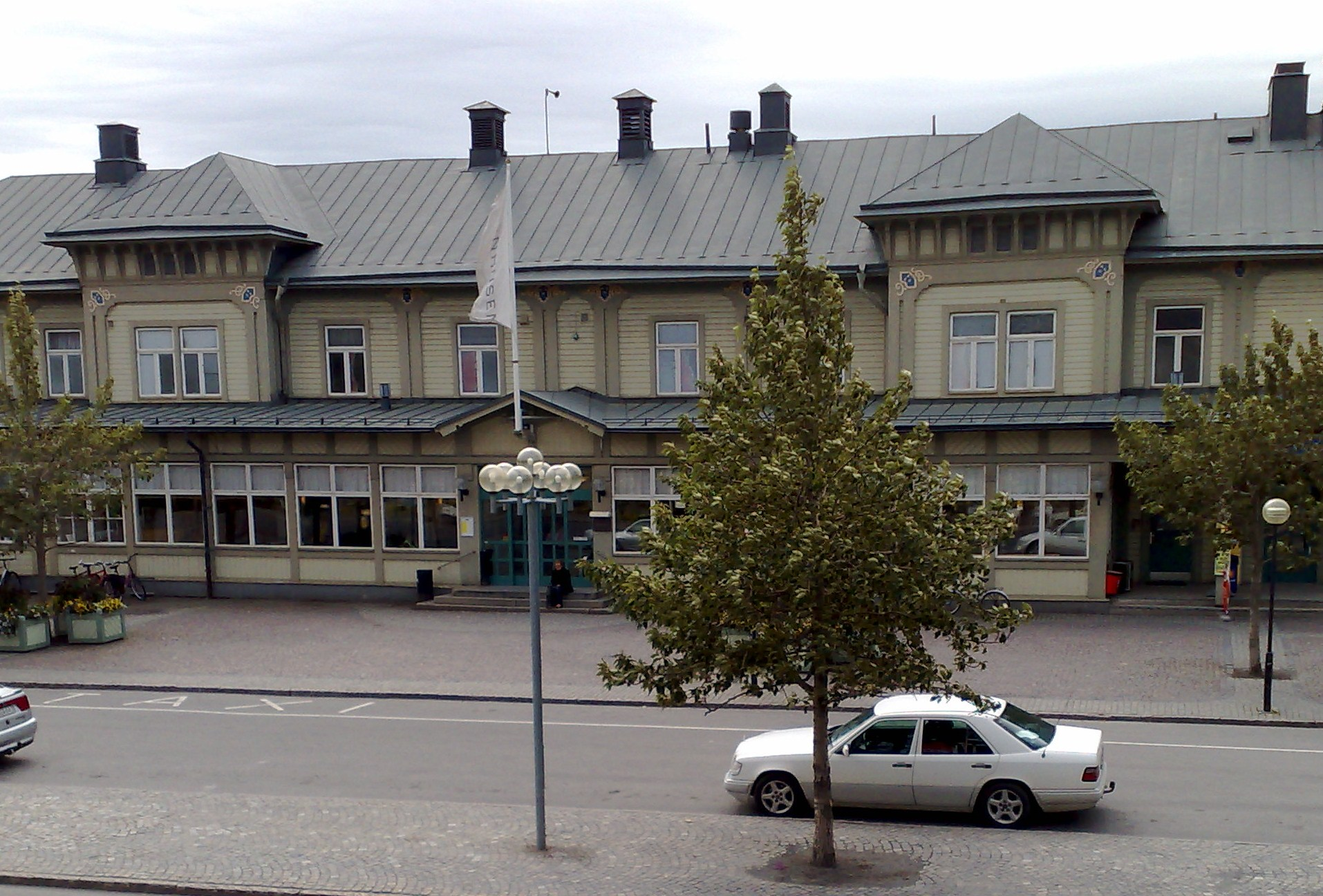
Östersund C
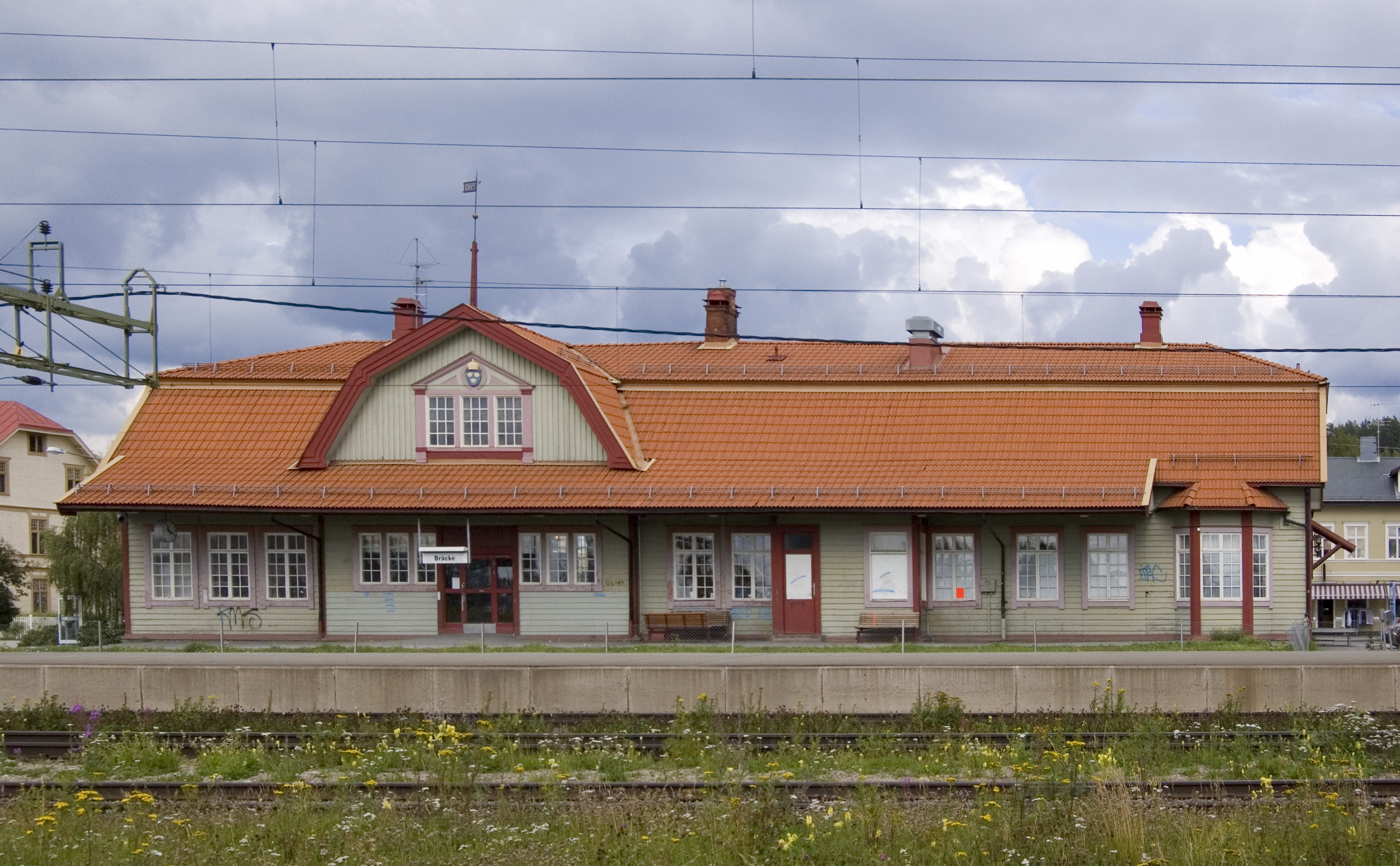
Bräcke station